# Dominique Dupont-Viau
Pour les articles homonymes, voir Viau.
Dominique Dupont-Viau, née à Paris en 1955, est une traductrice et, sous les pseudonymes Dominique D. Viau et Dominic D. West, une auteure française de roman policier.

## Biographie
Elle fait des études universitaires et obtient un doctorat en littérature. Elle voyage en Angleterre et en Amérique, ce qui lui permet de parfaire sa connaissance de l'anglais.
Dans les années 1990, elle traduit sous son patronyme quelques romans policiers, notamment de Patricia Cornwell et de Heron Carvic. Elle se lance elle-même dans l'écriture du genre. 
Son premier roman policier, L'Organisation (1995), qui paraît dans la collection Le Masque, est le récit d'une association, en partie bénévole, qui tente d'aider des gens menacés par des injustices, dont des étrangers en butte au racisme. Or, en dépit de ce but louable, il s'y exerce une quête avide de pouvoir, surtout de la part du chef, surnommé Bromure, et de son acolyte, La Balance. Quand Bromure exclut de l'Organisation une certaine Anne Lesclure, qui y travaille depuis des années, le corps de cette femme est peu après retrouvée sans vie, terrassé par ce qui semble être une banale crise cardiaque. Mais tout le monde, à commencer par Juliette, l'héroïne, croit que les circonstances sont trop suspectes pour souscrire à cette thèse. 
Le dernier roman policier de Dominique D. Viau, publié chez Flammarion, est un roman policier historique situé dans le milieu théâtral du Paris de 1953, où vient d'arriver, pour jouer les doublures, une jeune belge nommée Nelly. 
Sous le pseudonyme de Dominic D. West, elle a également écrit, entre 1995 et 1999, une série de cinq romans policiers historiques et humoristiques, qui se déroulent au lendemain de la Seconde Guerre mondiale, et ayant pour héros le reporter-détective britannique Nicola.

## Œuvre

### Romans policiers signés Dominique D. Viau
- L'Organisation, Paris, Librairie des Champs-Élysées, Le Masque. coll. « Les Reines du crime » no 2252, 1995
- Au pied du mur, Paris, Éditions du Masque, 2000
- Le Pas dans l'engrenage, Paris, Édition 00h00, 2001
- La mort la précède, Paris, Éditions du Masque, 2003
- Fil de trame, Paris, Éditions du Masque, 2003
- La Mélancolie des ombres, Paris, Flammarion, coll. « Flammarion noir », 2004

### Romans policiers signés Dominic D. West

#### SérieNicola, reporter-détective
- Le Mobile Paris, Librairie des Champs-Élysées, éditions du Masque coll. « Labyrinthes » no 16, 1997
- La Dominante Paris, Librairie des Champs-Élysées, coll. « Labyrinthes » no 25, 1998
- La Partition Paris, Librairie des Champs-Élysées, coll. « Labyrinthes » no 35, 1998
- L'Impair Paris, Librairie des Champs-Élysées, coll. « Labyrinthes » no 48, 1999
- La Rançon Paris, Librairie des Champs-Élysées, coll. « Labyrinthes » no 66, 1999

### Autre publication
- L'Entretien d'embauche au féminin, Paris, Édition Rebondir, 1998